# EverEve
«EverEve» — музыкальный коллектив из Германии, на раннем этапе творчества исполнявший дум-метал с готическим уклоном, впоследствии перешедший на современный готик-метал с элементами альтернативного метала.

## История
Музыкальный коллектив EverEve образовался в середине 1993 года. Название было позаимствовано из романа Толкина Властелин колец. Вскоре был записан сплит с группой Parracide и выпущено две демо-ленты. В 1996 году выходит дебютный альбом Seasons, который позаимствовал стилистику дум-метал из раннего творчества коллектива и привнёс в звучание готические элементы. Стоит отметить лирику, которая была написана на двух языках — французском и немецком. Далее последовал тур по европейским странам вместе с Amorphis.
В 1997 году принято решение записывать новый альбом, но на репетиционной базе группы случился пожар, и сгорело всё музыкальное оборудование.
С апреля по май 1998 года проходит ещё один тур, но уже с Crematory. В том же году выходит второй полноформатный альбом Stormbirds, продюсером которого выступил J.P. Genkel (Therion, Lacrimosa, Cradle Of Filth). В записи альбома участвовали «Barmbeker Symphony Orchestra» и вокалист Love Like Blood Yorck Eysel. Музыка альбома претерпела ещё большие изменения в направлении готик-метала.
В январе 1999 года из группы уходит вокалист Том Седощенко (впоследствии покончил жизнь самоубийством 1 мая 1999 года) и на смену ему приходит Беньямин Рихтер — вокалист Vermilion Fields. В сентябре 1999 года EverEve вновь поехали в турне, а 12 сентября на Nuclear Blast выходит альбом Regret (продюсер Gerhard Magin (Theatre Of Tragedy, Crematory)). В записи альбома принял участие Jorg Huttner (Dorsetshire, Relatives Menschsein), который создал различные электронные звуковые эффекты, звучащие в альбоме, и Matthias Hechler — гитарист Crematory. На альбоме также представлены кавер-версия The Animals «House Of The Rising Sun» и композиция «Колыма». В том же году группа участвует в фестивале «Out Of The Dark».
В декабре EverEve достигли первого места в Lebanese Independent Radio Charts и держались там три недели. Вскоре в коллектив вливается новый барабанщик Martin Claast, который уже выступал с EverEve в ходе турне с Hypocrisy и The Kovenant. Ему приходилось работать с Joey Belladonna (Ex-Anthrax) и Joey DeMaio (Manowar).
В октябре 2001 года EverEve заключили контракт с лейблом Massacre Records, и выпустили на нём свой новый альбом E-Mania.
При этом стиль группы меняется от мрачного готик-метал к насыщенному электроникой кибер-готик-метал. Несмотря на смену музыкального стиля и эстетики, группа остаётся достаточно значимой на «тяжёлой» сцене и продолжает с успехом выступать на фестивалях соответствующей направленности, таких как Wave Gotik Treffen и т.д.
В 2003 году выходит пятый студийный альбом группы «.enetics - 11 Orgies Of Massenjoyment On The Dark Side Of The Planet», который продолжил стилистику предыдущего. На песню «Her Last Summer» был снят клип, пользующийся наибольшей популярностью у поклонников группы. Кроме того, не чуждая экспериментам, группа записала здесь одну песню на испанском языке («Abraza La Luz (Embrace The Light)»).
2005 год был отмечен выходом последнего на данный момент альбома EverEve Tried & Failed, изданного на том же лейбле Massacre Records. В оформлении альбома была затронута тематика БДСМ, как и ранее на E-Mania, что несомненно является отличительной особенностью эстетики группы.
С ноября 2008 года группа находилась в процессе записи следующего альбома «E-Mission». В декабре 2010 года новый альбом был выпущен и доступен для свободного скачивания в mp3 на официальном сайте группы. Альбом включает три новые песни, а также два ремикса на старые композиции с альбома Stormbirds.

## Дискография
- 1994 — On the Verge of Tears (Демо)
- 1995 — Promo-Split (совместно с Parricide)
- 1996 — Seasons of Love and Desperation (Демо)
- 1996 — Seasons
- 1998 — Stormbirds
- 1999 — Regret
- 2001 — E-Mania
- 2003 — .enetics - 11 Orgies Of Massenjoyment on the Dark Side of the Planet
- 2005 — Tried & Failed
- 2010 — E-Mission